# F.G. Sprenger
Frederik Gerard Sprenger (Middelburg, 11 augustus 1914 – Domburg, 9 oktober 2006) was een Nederlands burgemeester.
Sprenger was een zoon van de Middelburgse gemeentesecretaris mr. Gerard Jacob Sprenger (1874-1963) en Anna Femina Kolff (1877-1968). In 1941 werkte hij op de gemeentesecretarie van Maartensdijk. Hij werd in februari 1946 op 31-jarige leeftijd burgemeester van Oostkapelle en toen die gemeente in 1966 opging in de fusiegemeente Domburg werd hij daarvan de burgemeester. In juli 1975 gaf hij die functie op waardoor er na bijna 30 jaar een einde kwam aan zijn burgemeesterscarrière. Sprenger overleed eind 2006 op 92-jarige leeftijd.
Zijn oudere broer F.D. Sprenger was eveneens burgemeester.